# Balangka (Padang Bolak Julu)
Balangka is een bestuurslaag in het regentschap Padang Lawas Utara van de provincie Noord-Sumatra, Indonesië. Balangka telt 599 inwoners (volkstelling 2010).